# اهواتلان
اهواتلان (به اسپانیایی: Ahuatlán) یک منطقهٔ مسکونی در مکزیک است که در پوئبلا واقع شده‌است.